# یوتا هیگن
 یوتا هیگن (انگلیسی: Uta Hagen؛ ۱۲ ژوئن ۱۹۱۹ – ۱۴ ژانویهٔ ۲۰۰۴) یک بازیگر سینما، و هنرپیشه اهل آلمان بود. وی بین سال‌های ۱۹۳۷ تا ۲۰۰۱ میلادی فعالیت می‌کرد.
مهمترین سهم او در ارتقا بازیگری یک مجموعه تمرین با اشیا بود که براساس سیستم استانیسلاوسکی و واختانگوف طراحی کرد. 
او در کتاب گرامیداشت بازیگری، راهکار خود را برای وصول موفقیت در اجرای نقش، تحت عنوان جانشینی معرفی می‌کند، به این صورت که بازیگر پس از درک موقعیت شخصیت، یک موقعیت مشابه از زندگی خود را به جای آن موقعیت جایگزین می‌کند.